# Maningrida
Maningrida ist eine sich von Aborigines selbst verwaltende Gemeinde inmitten von Arnhem Land im australischen Northern Territory.

## Lage
Maningrida befindet sich etwa 500 km östlich von Darwin und 300 km nordöstlich von Jabiru. Im Norden grenzt die Gemeinde nahe der Mündung des Liverpool River an die Küste der Arafurasee. Der Stamm der Kunibídji sind die alteingesessenen Landeigentümer. Der Name Maningrida ist eine englische Version des Kunibídji-Namen Manayingkarírra, was auf Deutsch so viel wie der Ort, wo der Traum seine Gestalt verändert bedeutet. Die Stadt wird von rund 2.300 Menschen bewohnt. Eine große Rolle im politischen und wirtschaftlichen Leben spielen das Maningrida Jet Centre, die Maningrida Rat Inc., die Maningrida Progress Association, Bawinanga Aboriginal Corporation und die Maningrida Arts and Culture Künstlervereinigung.

## Geschichte
Die Gemeinde Maningrida wurde kurz nach dem Zweiten Weltkrieg gegründet. Die Offiziere Sid Kyle-Little und Jack Doolan wurden von der Regierung hierher geschickt um eine Handels- und Versorgungsniederlassung einzurichten. Diese wurde von Dave und Ingrid Drysdale 1957 in eine dauerhafte Wohlfahrtssiedlung umgewandelt, um der Abwanderung der hier lebenden Aborigines nach Darwin entgegenzuwirken. Patrouillen zogen hinaus, um die Eingeborenen dazu zu bewegen sich in Maningrida anzusiedeln.
In der Nacht vom 24. April 2006 wurde Maningrida im Norden von Zyklon Monica, einem der schwersten Zyklone, die Australien je trafen, gestreift. Die Gemeinde bekam die volle Gewalt des Kategorie 5 Zyklons nicht ab, so dass die Infrastruktur nur leicht bis gar nicht beschädigt wurde.

## Kultur
Der Bereich von Nord-Zentral Arnhem Land, wo sich Maningrida befindet, erstreckt sich von Marrkolidjban in Ost-Kunwinjku Land im Westen, nach Berriba in Danbon Land im Süden bis weit über Yinangarnduwa oder Cape Stewart im Osten. Wenn man die Anzahl der Einwohner nimmt, herrscht hier vermutlich die größte mehrsprachige Gemeinde der Welt. Die sprachliche Vielfalt drückt sich auch durch die Vielzahl religiöser Zeremonien und Riten in Design, Musik und Tanz aus. Hier wird Ndjébbana, Ost Kunwinjku, Kune, Rembarrnga, Dangbon/Dalabon, Nakkara, Gurrgoni, Djinang, Wurlaki, Ganalbingu, Gupapuyngu, Kunbarlang, Gun-nartpa, Burarra und Englisch gesprochen. Die Einwohner sind gehalten mindestens drei dieser Sprachen zu lernen.
Der australische Aborigine-Schauspieler und Tänzer David Gulpilil, bekannt aus Filmen wie Walkabout und Australia wurde in Maningrida geboren und wuchs hier auf.